# Botrydiopsidaceae
Famille
Les Botrydiopsidaceae sont une famille d'algues de l'embranchement des Ochrophyta  de la classe des Xanthophyceae et de l’ordre des  Mischococcales.
Le genre type, Botrydiopsis, est un organisme commun des sols humides et des tourbières à sphaignes, et plus rarement dans des environnements aquatiques.

## Étymologie
Le nom vient du genre type Botrydiopsis, composé du préfixe botrydi-, par allusion au genre Botrydium, et du suffixe -opsis, « semblable à », en référence à la ressemblance de ces deux genres.

## Liste des genres
Selon AlgaeBase (28 mars 2022) :
- Apiochloris Düringer
- Botrydiopsis Borzì, 1899  - genre type
- Chlorapion Bourrelly
- Excentrochloris Pascher in Rabenhorst, 1939
- Leuvenia N.L.Gardner
- Osterhoutia N.L.Gardner ex Wille
- Perone Pascher
- Polychloris Borzì

Selon World Register of Marine Species (28 mars 2022) :
- Botrydiopsis Borzì, 1899
- Excentrochloris Pascher, 1938
- Perone Pascher, 1932